# Diogo Moreira
Diogo Moreira Nascimento,  né le 23 avril 2004 à Sao Paulo, est un pilote de vitesse moto brésilien. Il est d'abord engagé en Championnat du Monde Moto3 à partir 2022 au sein de l'équipe MT Helmets - MSI avant de rejoindre le Championnat du Monde Moto2 en 2024 avec l'équipe Italtrans Racing Team.

## Carrière
Après avoir commencé sa carrière de pilote au Brésil, Moreira rejoint l'Espagne en 2017 afin de poursuivre sa carrière. 
En 2019, il fait ses débuts dans la Talent Cup du Championnat International CEV, obtenant une victoire et trois podiums il termine à la sixième place du championnat. 
En 2020, il rejoint la catégorie Moto3 du CEV, obtient une cinquième place comme meilleur résultat et termine onzième du championnat. La saison suivante il poursuit dans la même catégorie et termine de nouveau à la onzième place du championnat.
En 2022, Moreira rejoint le championnat du monde dans la catégorie Moto3 au sein de l'équipe MT Helmets - MSI au guidon d'une KTM RC250GP avec comme coéquipier Ryusei Yamanaka. Il signe sa première Pole Position au Grand Prix de Grande-Bretagne et termine Rookie de l'année en prenant la huitième place du championnat en fin de saison,,.
Lors de la saison 2023 il remporte sa première victoire en Grand Prix en Indonésie. 

## Résultats en Grand Prix

### Par saisons
(Mise à jour après le Grand Prix moto d'Italie 2024)
| Saisons | Catégorie | Moto  | Equipe                | GP | Victoire | Podium | Pole | M.Tour | Pts | Pos. |
| ------- | --------- | ----- | --------------------- | -- | -------- | ------ | ---- | ------ | --- | ---- |
| 2022    | Moto3     | KTM   | MT Helmets – MSI      | 19 | 0        | 0      | 1    | 0      | 112 | 8e   |
| 2023    | Moto3     | KTM   | MT Helmets – MSI      | 20 | 1        | 3      | 1    | 0      | 131 | 8e   |
| 2024    | Moto2     | Kalex | Italtrans Racing Team | 7  | 0        | 0      | 0    | 0      | 7   | 21e  |
| Total   | Total     | Total | Total                 | 46 | 1        | 3      | 2    | 0      | 250 |      |

### Par catégorie
(Mise à jour après le Grand Prix moto d'Italie 2024)
| Catégorie | Saisons      | 1er GP       | 1er podium    | 1re victoire   | GP | Victoire | Podium | Pole | M.Tour | Pts | Titre |
| --------- | ------------ | ------------ | ------------- | -------------- | -- | -------- | ------ | ---- | ------ | --- | ----- |
| Moto3     | 2022–2023    | Qatar 2022   | Portugal 2023 | Indonésie 2023 | 39 | 1        | 3      | 2    | 0      | 243 | 0     |
| Moto2     | 2023–présent | Qatar 2024   |               |                | 7  | 0        | 0      | 0    | 0      | 7   | 0     |
| Total     | 2022–présent | 2022–présent | 2022–présent  | 2022–présent   | 46 | 1        | 3      | 2    | 0      | 250 | 0     |

### Par courses
(Les courses en gras indiquent une pole position; les courses en italiques indiquent un meilleur tour en course)
| Saison | Catégorie | Moto  | 1      | 2       | 3      | 4       | 5       | 6       | 7      | 8       | 9       | 10     | 11     | 12     | 13     | 14     | 15     | 16      | 17     | 18      | 19     | 20      | Pos | Pts |
| ------ | --------- | ----- | ------ | ------- | ------ | ------- | ------- | ------- | ------ | ------- | ------- | ------ | ------ | ------ | ------ | ------ | ------ | ------- | ------ | ------- | ------ | ------- | --- | --- |
| 2022   | Moto3     | KTM   | QAT 6  | INA Ret | ARG 6  | AME Ret | POR 10  | SPA 10  | FRA 14 | ITA Ret | CAT DNS | GER 16 | NED 16 | GBR 6  | AUT 6  | RSM 7  | ARA 15 | JPN 6   | THA 6  | AUS 7   | MAL 5  | VAL 8   | 8e  | 112 |
| 2023   | Moto3     | KTM   | POR 3  | ARG 2   | AME 4  | SPA 10  | FRA Ret | ITA 7   | GER 7  | NED 12  | GBR 7   | AUT 8  | CAT 16 | RSM 12 | IND 13 | JPN 14 | INA 1  | AUS Ret | THA 13 | MAL Ret | QAT 26 | VAL Ret | 8e  | 131 |
| 2024   | Moto2     | Kalex | QAT 22 | POR 18  | AME 14 | ESP Ret | FRA 26  | CAT Ret | ITA 11 | NED     | GER     | GBR    | AUT    | ARA    | RSM    | KAZ    | INA    | JPN     | AUS    | THA     | MAL    | VAL     | 19e | 2*  |

∗ saison en cours.
| Couleur | Résultat                     |
| ------- | ---------------------------- |
| Or      | Vainqueur                    |
| Argent  | 2e place                     |
| Bronze  | 3e place                     |
| Vert    | Terminé, dans les points     |
| Bleu    | Terminé, pas dans les points |
| Violet  | Abandon (Ab.) ou (Ret)       |
| Violet  | Non classé (NC)              |
| Rouge   | Pas qualifié (DNQ)           |
| Noir    | Disqualifié (DSQ)            |
| Blanc   | Pas au départ (DNS)          |
| Blanc   | Forfait (WD)                 |
| Blanc   | N'a pas participé (DNP)      |
| Blanc   | Blessé (INJ)                 |
| Blanc   | Exclu (EX)                   |
| Blanc   | Course annulée (C)           |